# Burggrafschaft Nürnberg

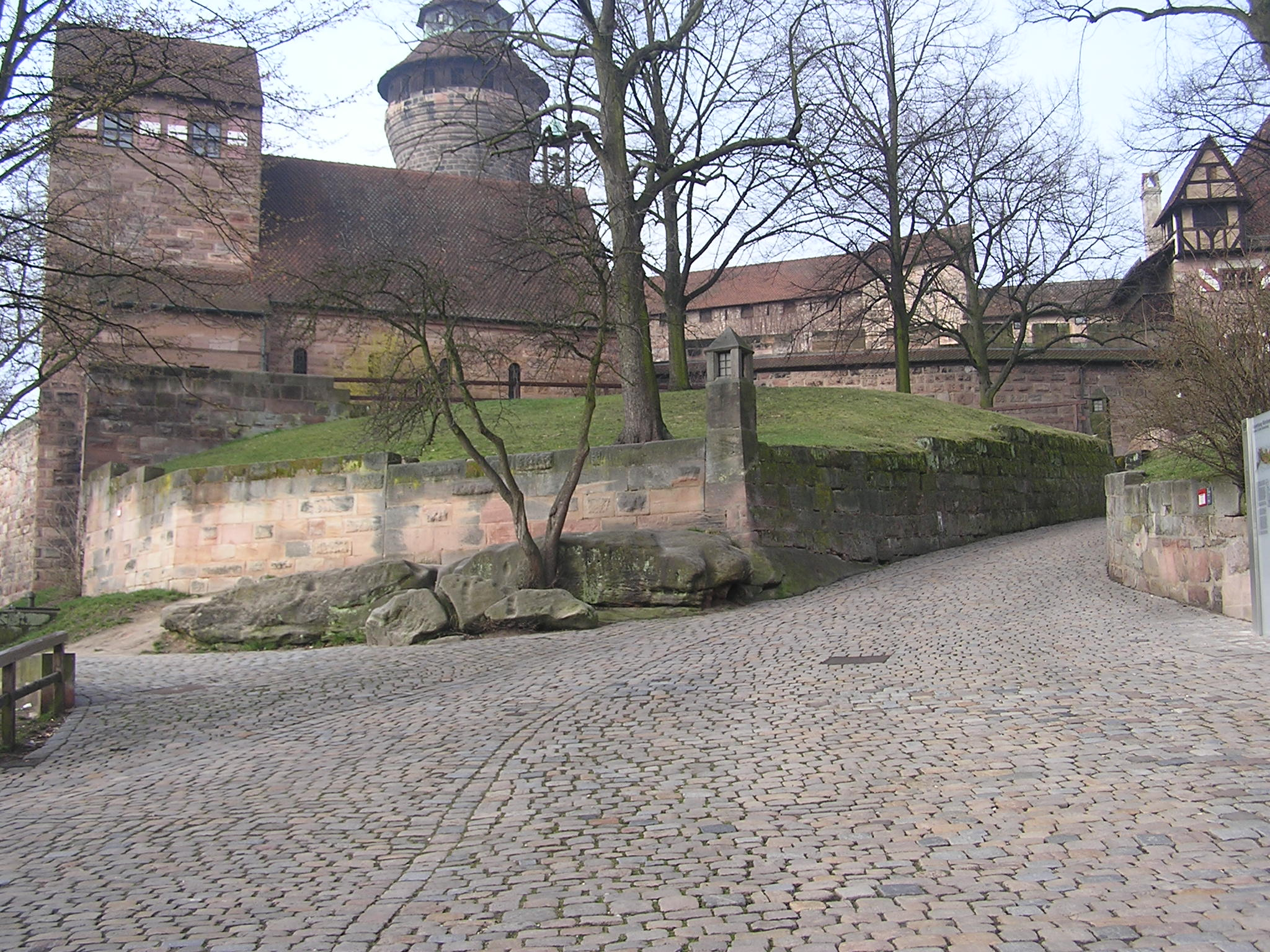
Das Areal der Nürnberger Burggrafenburg, links mit der Walburgiskapelle, einem der letzten Überreste der Burggrafenburg.

Die Burggrafschaft Nürnberg war ein mittelalterliches Territorium im Heiligen Römischen Reich. Im 12. Jahrhundert wurde die Burggrafschaft von den Grafen von Raabs regiert, im 13. und 14. Jahrhundert von den Hohenzollern. 1427 erwarb die Reichsstadt Nürnberg die Burggrafenburg.

## Entstehung und geschichtliche Entwicklung
Die Anfänge der Burggrafschaft Nürnberg gehen auf eine Reichsburg zurück, die in der ersten Hälfte des 11. Jahrhunderts auf einem Sandsteinfelsen nahe der Pegnitz errichtet worden war. Vermutlich um ca. 1040 hatte König Heinrich III. den Bau dieser Burganlage veranlasst. Mit der Schaffung dieses im Bannbezirk des Reichswaldes gelegenen Stützpunktes verfolgte er die Absicht, den Einfluss des Bistums Bamberg wenigstens etwas zurückzudrängen; seine Vorgänger hatten das Bistum mit allzu großzügigen Schenkungen ausgestattet und damit weite Teile des fränkischen Raums der königlichen Herrschaft entzogen.

Wappen der Grafen von Raabs

Um das Jahr 1105 wurden die aus einem niederösterreichischen Geschlecht stammenden Grafen von Raabs mit der Burg belehnt und als Burggrafen eingesetzt. In der Folgezeit schufen sie die Grundlage für ein umfangreiches Reichsterritorium, das um die Burg entstand und dann als die „Burggrafschaft Nürnberg“ bezeichnet wurde.

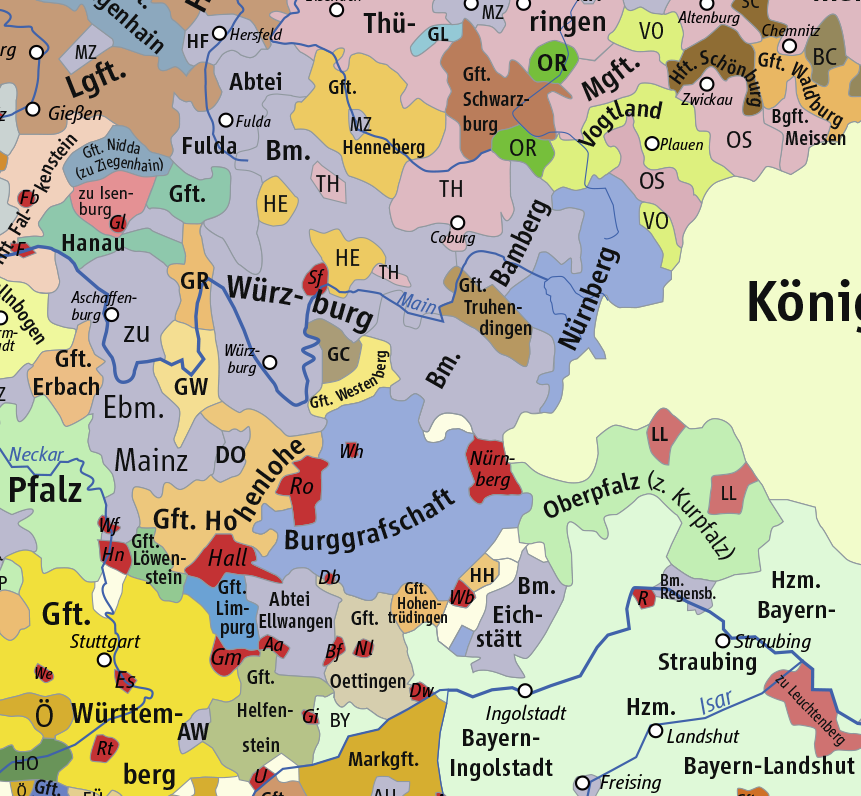
Ausdehnung der Burggrafschaft Nürnberg im Jahr 1400

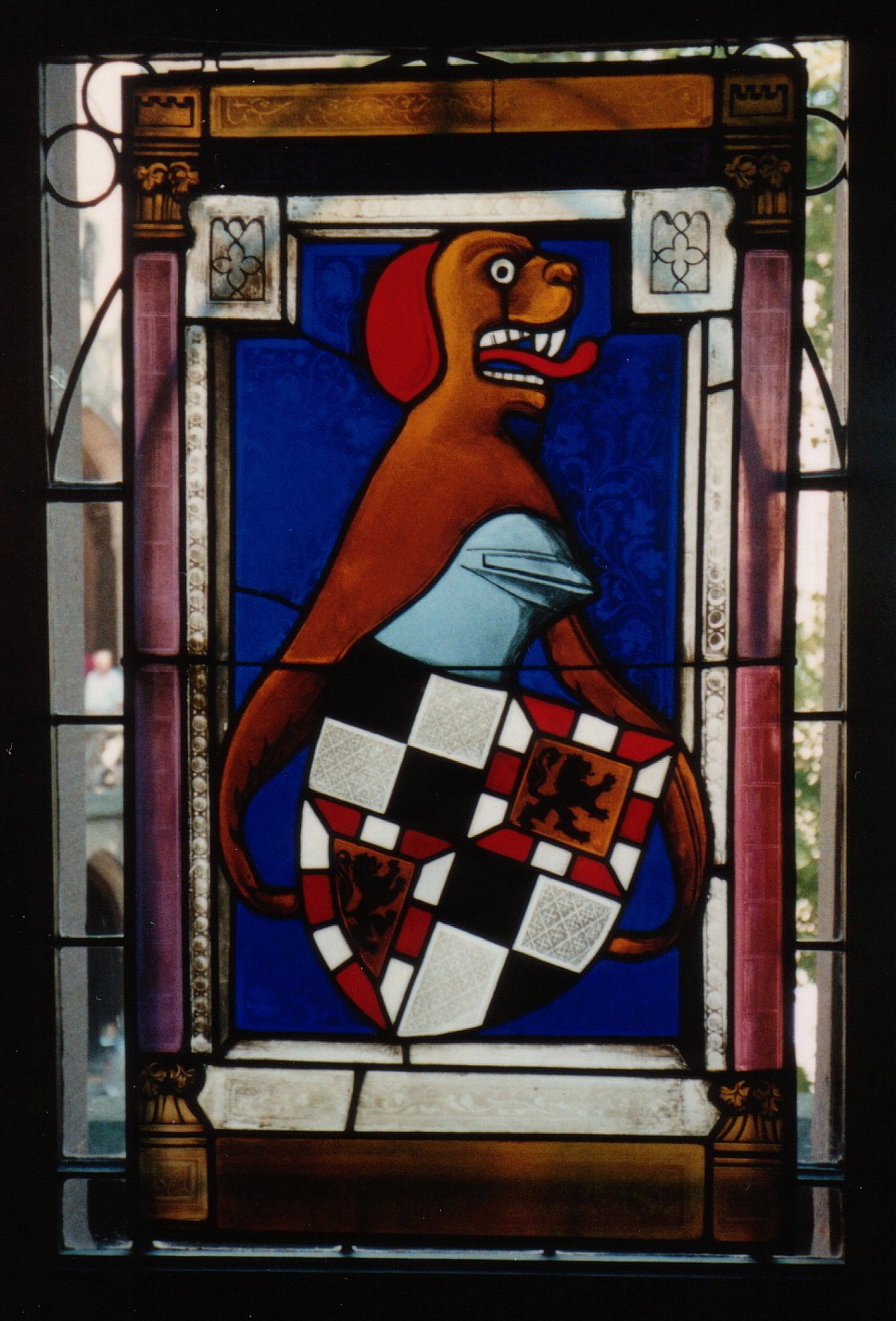
Wappen der Hohenzollern als Burggrafen, Burg Hohenzollern

Als mit Konrad II. von Raabs um 1190 der letzte Graf von Raabs ohne männliche Nachkommen starb, trat sein Schwiegersohn Friedrich I. von Zollern seine Erbschaft an. Vermutlich noch im Jahr 1191 wurde er von König Heinrich VI. mit dem Burggrafenamt belehnt. Mit ihm trat eine Linie der aus Schwaben stammenden Grafen von Zollern die Herrschaft in der Burggrafschaft Nürnberg an. Das Territorium (bzw. die später daraus entstandenen Fürstentümer), das die Zollern während ihrer Zeit als Burggrafen erwarben und in der Folgezeit vergrößerten, regierten sie und zeitweilig einige ihrer Seitenlinien bis zum Ende des Alten Reiches 1806. Ab der Mitte des 14. Jahrhunderts bezeichneten sich die Zollern als Hohenzollern.
Durch eine geschickte Erwerbungspolitik bauten die Hohenzollern ihr Herrschaftsgebiet vor allem im Gebiet des heutigen Mittel- und Oberfranken zielstrebig aus. Durch die Beerbung der Grafen von Abenberg gelangten sie 1236 in den Besitz von deren Stammburg Abenberg, von Cadolzburg, des alten Königsguts Riedfeld, der Keimzelle von Neustadt an der Aisch und auch der Schirmherrschaft (Vogtei) über das zisterziensische Kloster Heilsbronn, die Grablege der Abenberger, die dann von 1297 bis 1625 zur Grablege der fränkischen Hohenzollern wurde. Vor allem von Roßtal aus, das sie bereits mit der Burggrafschaft von den Raabsern übernommen hatten, bauten sie ihre Herrschaft in der Region weiter aus.
Ebenfalls durch Erbschaft kamen sie 1248 mit Bayreuth (endgültig 1260) in den Besitz des nordöstlichen Teils der oberfränkischen Besitzungen der Grafen von Andechs-Meranien. Eine vorbildliche Finanzpolitik ermöglichte den Hohenzollern weitere umfangreiche Neuerwerbungen. 1285 gelangte Wunsiedel in ihren Besitz, 1292 Arzberg, 1338 Schauenstein/Helmbrechts, 1373 Münchberg und Hof, 1402 Erlangen und schließlich 1412 Selb. Damit erweiterten sie das sogenannte „obergebirgische Land“ zu einem relativ geschlossenen Territorium. 1294 stifteten sie dem Deutschen Orden die Burg Virnsberg und die dazugehörigen Güter als Kommende Virnsberg. 1409 gründeten sie das Kloster Langenzenn für die Augustiner-Chorherren. 
Kurzzeitig, von 1353 bis 1374, hatten sie Beisitz an Teilen der Pflege Coburg, u. a. an Eisfeld.
Auch im „untergebirgischen Land“ gelang es den Hohenzollern in wenigen Jahrzehnten, einen umfangreichen Gebietszuwachs zu erzielen. 1331 erlangten sie die Vogtei über die spätere Residenzstadt Ansbach. Weitere Erwerbungen waren die Städte und Märkte Feuchtwangen, Uffenheim, Crailsheim, Creglingen, Kitzingen, Marktsteft, Schwabach, Leutershausen und Gunzenhausen.
In Niederösterreich konnten die Burggrafen von Nürnberg die später so genannten „Brandenburgischen“ Lehen erwerben, so Höflein an der Hohen Wand von 1320 bis etwa 1446.
1273 war den Hohenzollern von Rudolf I. von Habsburg das kaiserliche Landgericht in Nürnberg verliehen worden. Es entwickelte sich zu einem der wichtigsten Instrumente ihres politischen Einflusses. Im 15. Jahrhundert wurde es in den neuen Regierungssitz Ansbach verlegt.

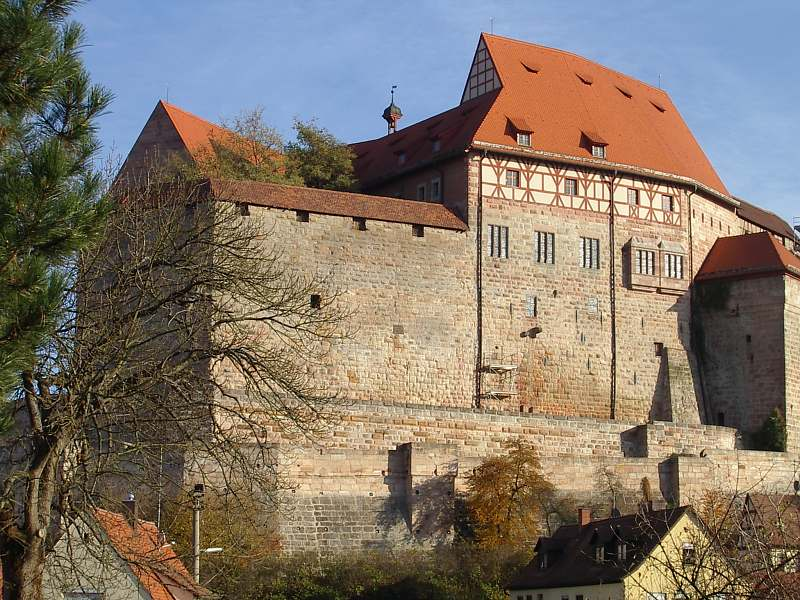
Cadolzburg

Durch die immer größeren Machtansprüche der Hohenzollern kam es zunehmend zu Konflikten mit anderen Reichsständen, wie den bayerischen Wittelsbachern, dem Bischof von Würzburg und der Reichsstadt Nürnberg. 1420 eskalierten diese Auseinandersetzungen in der Zerstörung der Nürnberger Burggrafenburg durch Truppen des Herzogs Ludwig VII. von Bayern-Ingolstadt. Sie wurde danach von den Hohenzollern nicht mehr wiederaufgebaut, sondern 1427 mitsamt dem Burggrafenamt der Reichsstadt Nürnberg verkauft. Schon 1260 hatten die Burggrafen ihren Wohnsitz auf die Cadolzburg verlegt.
Obwohl die fränkischen Hohenzollern auch danach noch den Namenszusatz „Burggraf zu Nürnberg“ in ihrem Titel führten, bedeutete dieser Verkauf letztendlich doch das Ende der staatsrechtlichen Existenz der Burggrafschaft Nürnberg. Aus ihrem verbliebenen Territorium gingen in der Folgezeit die beiden hohenzollernschen Markgraftümer Brandenburg-Ansbach und Brandenburg-Kulmbach hervor.
In der weiteren Entwicklung kamen die ehemaligen Nürnberger Burggrafen aus dem Hause Zollern über den in Ansbach geborenen Albrecht von Brandenburg-Ansbach zu Preußen. Albrecht, der 1511 zum letzten Hochmeister des Deutschen Ordens im Deutschordensland gewählt wurde, säkularisierte Preußen 1525 zu einem erblichen Herzogtum, aus dem später das Königreich Preußen entstand, dessen Könige von 1871 bis 1918 die Kaiser des Deutschen Reiches waren.

## Liste der Burggrafen
Überliefert sind die Burggrafen aus der Familie von Raabs für die Zeit von 1105 bis 1191. Jahresangaben sind in diesem Zeitraum als ungefähre Angaben zu verstehen. Nachdem Konrad II. von Raabs ohne männliche Nachkommen gestorben war, ging der Besitz über die Vermählung seiner Tochter Sophia von Raabs mit Friedrich an die Hohenzollern über.

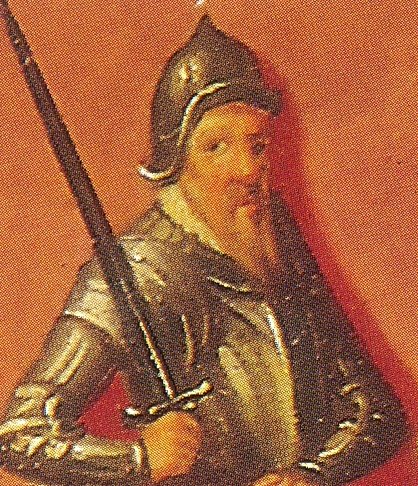
Der letzte Burggraf Friedrich VI. Er wirkte auch als erster Kurfürst von Brandenburg.

| Burggrafen aus der Familie von Raabs        | von  | bis  | Lebensdaten             | Anmerkungen |
| ------------------------------------------- | ---- | ---- | ----------------------- | --- |
| Gottfried II. von Raabs                     | 1105 | 1137 | † um 1137               | |
| Konrad I. von Raabs                         | 1137 | 1143 | † um 1143               | |
| Gottfried III. von Raabs                    | 1143 | 1160 | † um 1160               | |
| Konrad II. von Raabs                        | 1160 | 1191 | * um 1125/30; † um 1191 | Ohne männliche Nachkommen |
| Burggrafen aus der Familie der Hohenzollern | von  | bis  | Lebensdaten             | Anmerkungen |
| Friedrich I.                                | 1192 | 1200 | 1139–1200               | Friedrich III. von Zollern war mit der Erbtochter Sophia von Raabs verheiratet und trat als Schwiegersohn das Erbe an. Er wurde vermutlich noch 1191 von Kaiser Heinrich VI. mit dem Burggrafenamt belehnt. |
| Friedrich II.                               | 1204 | 1218 | 1188–1255               | Fortführung der schwäbischen Hohenzollern |
| Konrad I.                                   | 1218 | 1261 | um 1186–um 1261         | Bruder von Friedrich II., ab jetzt eine getrennte Entwicklung der fränkischen Hohenzollern |
| Friedrich III.                              | 1261 | 1297 | um 1220–1297            | |
| Johann I.                                   | 1297 | 1300 | um 1279–1300            | |
| Friedrich IV.                               | 1300 | 1332 | 1287–1332               | Bruder von Johann I. |
| Johann II.                                  | 1332 | 1357 | 1309–1357               | |
| Friedrich V.                                | 1357 | 1397 | 1333–1398               | |
| Johann III.                                 | 1397 | 1420 | 1369–1420               | Ohne männliche Nachkommen, Entstehung des späteren Fürstentums Bayreuth |
| Friedrich VI.                               | 1397 | 1427 | 1371–1440               | Jüngerer Bruder von Johann III., als Friedrich I. erster Kurfürst von Brandenburg aus dem Haus Hohenzollern, Entstehung des späteren Fürstentums Ansbach                                                    |

## Die fränkischen Hohenzollern

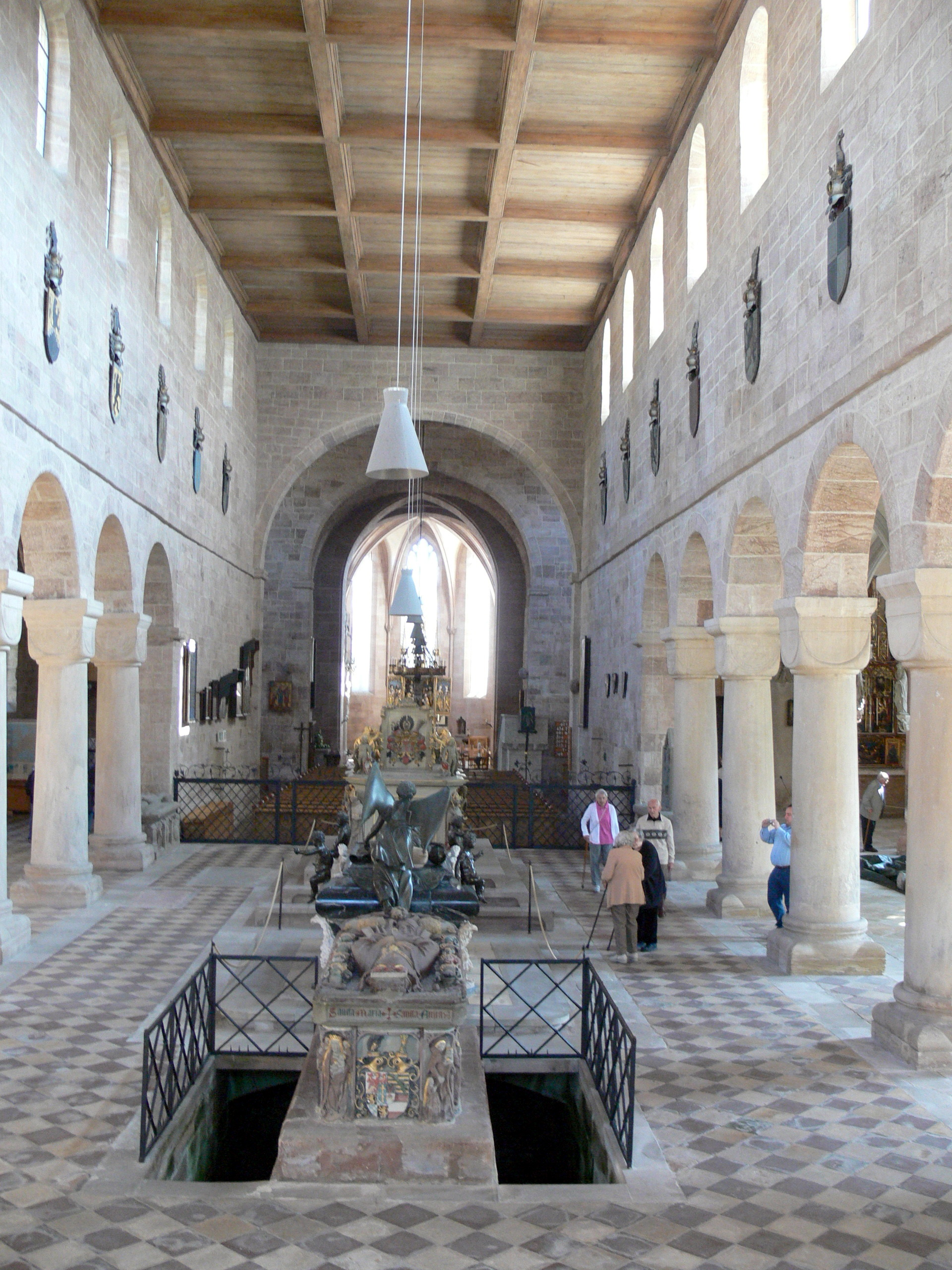
Zisterzienserkloster Heilsbronn, Grablege der fränkischen Hohenzollern

Die Geschichte der Burggrafschaft Nürnberg hat für die Hohenzollern eine besondere Bedeutung. Bis zum Ende des 12. Jahrhunderts gab es nur die schwäbischen Hohenzollern. Zuerst spalteten sich am Anfang des 13. Jahrhunderts die fränkischen Hohenzollern ab: Friedrich III. von Zollern war ein treuer Gefolgsmann der Stauferkaiser Friedrich I. Barbarossa und Heinrich VI. und heiratete um 1185 Sophia von Raabs, die Tochter des Nürnberger Burggrafen Konrad II. von Raabs. Nach dem Tod seines Schwiegervaters, der keine männlichen Nachkommen hinterließ, wurde Friedrich 1191 von Heinrich VI. mit der Burggrafschaft Nürnberg belehnt. Als Burggraf unterstand er direkt dem König und hatte die königlichen Besitzungen um die Reichsburg Nürnberg zu verwalten. Seine Söhne teilten die Besitztümer auf: Der ältere, Konrad I., erhielt um 1218 von seinem jüngeren Bruder im Tausch die Burggrafschaft Nürnberg und begründete die fränkische Linie der Hohenzollern, aus der später die brandenburgisch-preußische Linie hervorging, der jüngere Bruder Graf Friedrich IV. von Hohenzollern führte die schwäbische Linie fort.
Seit Konrad I. nahmen die fränkischen Hohenzollern also eine eigenständige Entwicklung. Ihm folgte um 1260 sein Sohn Friedrich III., diesem 1300 Friedrich IV., diesem 1332 Johann II. „Conquæstor“, der die Kulmbacher Plassenburg mit der Grafschaft Kulmbach aus dem Erbe der Grafen von Andechs-Meranien erwarb. Ihm folgte 1357 sein Sohn Friedrich V. als Burggraf, der 1398 verstarb. Seine Söhne, die Burggrafen Johann III. und Friedrich VI., teilten sich die Burggrafschaft auf. 1427 verkauften sie das Burggrafenamt und die Burggrafenburg an die Reichsstadt Nürnberg, nicht aber die umliegenden Gebiete der Burggrafschaft. Aus dem „obergebirgischen Land“ ging das Fürstentum Kulmbach (späteres Fürstentum Bayreuth) hervor, aus dem „untergebirgischen Land“ entstand das spätere Fürstentum Ansbach.
Friedrich VI., der jüngere der beiden Brüder, wurde 1415 als Friedrich I. Markgraf und Kurfürst von Brandenburg. Dessen älterer Sohn Johann der Alchemist verzichtete auf seine Erstgeborenenrechte und wurde 1437 Markgraf von Kulmbach-Bayreuth. Sein Bruder Friedrich II. Eisenzahn übernahm das schwierige Amt des Kurfürsten in der rebellischen Mark Brandenburg, gefolgt 1470 von seinem jüngeren Bruder Albrecht III. Achilles, der zuvor seit 1440 Ansbach und seit 1464 Kulmbach-Bayreuth regiert hatte. Unter dessen Söhnen vollzog sich endgültig die Trennung der fränkischen und der brandenburgischen Hohenzollern: Sein Sohn erster Ehe, Johann Cicero (1455–1499), wurde Kurfürst von Brandenburg, die Söhne zweiter Ehe teilten sich die nun sogenannten Teilfürstentümer „Brandenburg-Ansbach“ und „Brandenburg-Kulmbach“ auf, wobei der ältere, Friedrich V., die Linie fortführte. Dessen Söhne Kasimir und Georg teilten sich wiederum die Fürstentümer Kulmbach und Ansbach auf, der dritte Sohn Albrecht wurde Hochmeister des Deutschen Ordens und säkularisierte in der Reformation 1525 das Ordensland, das er als erster Herzog von Preußen von den polnischen Königen erblich zu Lehen nahm. Nach dem Tod seines Sohnes 1618 erbten die Brandenburger Hohenzollern das preußische Herzogtum.
Unter Christian Friedrich Karl Alexander, seit 1757 Markgraf von Brandenburg-Ansbach und seit 1769 Markgraf von Brandenburg-Bayreuth, wurden als letztem Regenten die beiden fränkischen Fürstentümer Bayreuth und Ansbach wieder zusammengeführt. Er war kinderlos und verkaufte die Fürstentümer 1791 an Preußen, wo der brandenburgische Zweig seit 1701 als Könige von Preußen regierte. Ansbach fiel 1806 an das Königreich Bayern, Bayreuth 1810. Damit endete die hohenzollerische Herrschaft in Franken. Nicht aber in Schwaben, denn 1849 übernahmen die preußischen Könige das Fürstentum Hohenzollern-Sigmaringen von der schwäbischen Linie, 1850 auch Hohenzollern-Hechingen. Ab 1871 bis zum Ende des Deutschen Kaiserreichs im Jahr 1918 stellten die preußischen Hohenzollern die Deutschen Kaiser.

## Geografie

### Territoriale Gliederung
Bereits von 1357 bis 1361 war es zu einer ersten kurzfristigen Teilung der Burggrafschaft Nürnberg gekommen. 1397 fand eine erneute Zweiteilung des Gebietes statt, die zunächst aber ebenso vorübergehend blieb und bis zum Jahr 1420 andauerte. Mit dieser Teilung entstanden zwei neue Territorien, das „obergebirgische“ und das „untergebirgische Land“. Mit dem Gebirge, auf das sich die Namen der beiden Gebiete bezog, war das Muggendorfer Gebirge gemeint, die damals übliche Bezeichnung der Fränkischen Schweiz.

### Obergebirgisches Land
Das obergebirgische Land lag hauptsächlich im Gebiet des heutigen Oberfranken. Dieser Landesteil wurde auch „Land auf dem Gebirge und in Vogtland“ genannt. 1437 wurden diesem Gebiet erstmals auch einige untergebirgische Ämter (Neustadt an der Aisch, Dachsbach, Emskirchen, Wernsberg, Rennhofen und Hagenbüchach) angegliedert, die später als das „Unterland“ des obergebirgischen Landesteils bezeichnet wurden. Nach dieser Gebietserweiterung wurde der hauptsächlich in Oberfranken gelegene Teil das „Oberland“ genannt. Der Hauptort des obergebirgischen Landes war anfangs Bayreuth, der Regierungssitz wurde jedoch später auf die oberhalb von Kulmbach gelegene Plassenburg verlegt. Aus dem obergebirgischen Land entwickelte sich in der Folgezeit das Fürstentum Kulmbach – ab 1604 bezeichnet als Fürstentum Bayreuth. Es werden auch die Bezeichnungen Brandenburg-Kulmbach und später Brandenburg-Bayreuth verwendet.

### Untergebirgisches Land
Das untergebirgische Land hatte seinen geografischen Schwerpunkt im heutigen Mittelfranken und wurde auch als  „Land zu Franken“ bezeichnet. Nach der 1437 erfolgten Übergabe einiger Ämter an den obergebirgischen Landesteil wurde es auch als das sogenannte „Niederland“ bezeichnet. Die Residenzstadt des untergebirgischen Landes war zunächst Cadolzburg, seit 1385 Ansbach. Aus dem untergebirgischen Land entwickelte sich in der Folgezeit das Fürstentum Ansbach (auch Brandenburg-Ansbach).